# یواس‌اس شارک (اس‌اس-۱۷۴)
یواس‌اس شارک (اس‌اس-۱۷۴) (به انگلیسی: USS Shark (SS-174)) یک زیردریایی است که طول آن ۲۸۷ فوت (۸۷ متر) می‌باشد. این زیردریایی در سال ۱۹۳۵ ساخته شد.